# Dithiocarbamaat

Algemene structuurformule van een dithiocarbamaat.

Een dithiocarbamaat is een functionele groep afgeleid van een carbamaatgroep, waarbij beide zuurstofatomen zijn vervangen door een zwavelatoom. Het is verwant met de thiocarbamaten. Organische dithiocarbamaten hebben een organische groep gebonden aan een van de twee zwavels. Dithiocarbamaat komt als eenwaardig anion voor in zouten van onder andere natrium en kalium. In metaalcomplexen komt het voor als meestal bidentaat ligand met formele lading -1. De zouten en metaalcomplexen worden ook aangeduid met de naam dithiocarbamaat.

## Toepassingen
Een veelgebruikt dithiocarbamaat is het natriumzout natriumdi-ethyldithiocarbamaat. Het wordt gevormd door koolstofdisulfide te behandelen met di-ethylamine in de aanwezigheid van natriumhydroxide. Andere dithiocarbamaten kunnen op gelijkaardige wijze bereid worden uit de reactie van koolstofdisulfide met een secundair amine.
Dithiocarbamaatzouten worden veel gebruikt voor de synthese van fungiciden, herbiciden, insecticiden of van vulkanisatieversnellers in de chemische industrie. Voorbeelden zijn de organische verbinding thiram als pesticide, en de mangaan-, respectievelijk zinkcomplexen maneb, mancozeb, zineb en ziram als fungicide.
Gouddithiocarbamaat wordt in de keramische industrie gebruikt voor de vergulding van aardewerk.
Bij de transitiemetalen vallen de dithiocarbamaten op door hun vermogen om hoge oxidatietoestanden te stabiliseren.
De reactie van natriumdi-ethyldithiocarbamaat met di-jood geeft thiuramdisulfide (disulfiram) dat in de geneeskunde gebruikt wordt bij alcohol-ontwenningskuren.